# Betyla tuatara
Betyla tuatara är en stekelart som beskrevs av Naumann 1988. Betyla tuatara ingår i släktet Betyla och familjen hyllhornsteklar. Inga underarter finns listade.